# Eidgenössischer Frauenschwingverband
Der Eidgenössische Frauenschwingverband (EFSV) wurde 1992 gegründet. Der EFSV macht die populärste traditionelle Sportart der Schweiz, das Schwingen, den Frauen und Mädchen zugänglich und baut dabei auf deren Traditionen auf.

## Geschichte
Das erste Frauenschwingfest wurde unter anderem von Dora Hari mit organisiert und fand 1980 in Aeschi bei Spiez mit mehr als 70 Schwingerinnen und über 10'000 Besuchern statt.
Der Eidgenössische Frauenschwingverband (EFSV) wurde erst im Jahr 1992 von Jakob Roggenmoser in Aeschi gegründet. Der EFSV ist die Dachorganisation, der auf Gemeinde oder regionaler Ebene organisierten Vereine. Der EFSV zählt heute (2019) rund 180 aktive Schwingerinnen, wovon etwa die Hälfte Mädchen.
Es findet jedes Jahr ein Eidgenössisches Frauen- und Meitlischwingfest statt. Bei den Frauen wird am Eidgenössischen jedes Jahr eine Schwingerkönigin aufgrund ihrer Leistung bei allen Schwingfesten während der ganzen Saison gekrönt.
Bei den Mädchen wird in den drei Kategorien «Zwergli» (6–9 Jahre), «Meitli 2» (10–12 Jahre) und «Meitli 1» (13–15 Jahre) der Titel «Jahresbeste» vergeben.
Am 23. September 2017 fand das «Eidgenössische» in Schachen im Kanton Luzern mit einem Teilnehmerrekord von 126 Schwingerinnen sowie 1100 Zuschauern statt. Der Saisonabschluss für die Schwingerinnen wurde vom Frauenschwingclub Steinhuserberg und dem Schwingklub Wolhusen gemeinsam mit dem Komitee Eidgenössisches Frauen- und Meitlischwingfest 2017 organisiert.
Das Eidgenössische der Frauen am 29. September 2019 in Menznau LU brach alle Rekorde. So wurden erstmals 154 Teilnehmerinnen gemeldet. Das Geschehen wurde von ca. 3000 Zuschauern verfolgt und Brunner Michelle wurde zur Schwingerkönigin gekürt.
Wegen der Covid-19-Pandemie konnten im Jahr 2020 keine Wettkämpfe durchgeführt werden und somit gab es auch keine Schwingerkönigin.

## Festsiegerinnen und Schwingerköniginnen seit 1989
- 1989: Helene Schürpf, Schwyz SZ
- 1990: Eva Holenstein, Nesslau SG

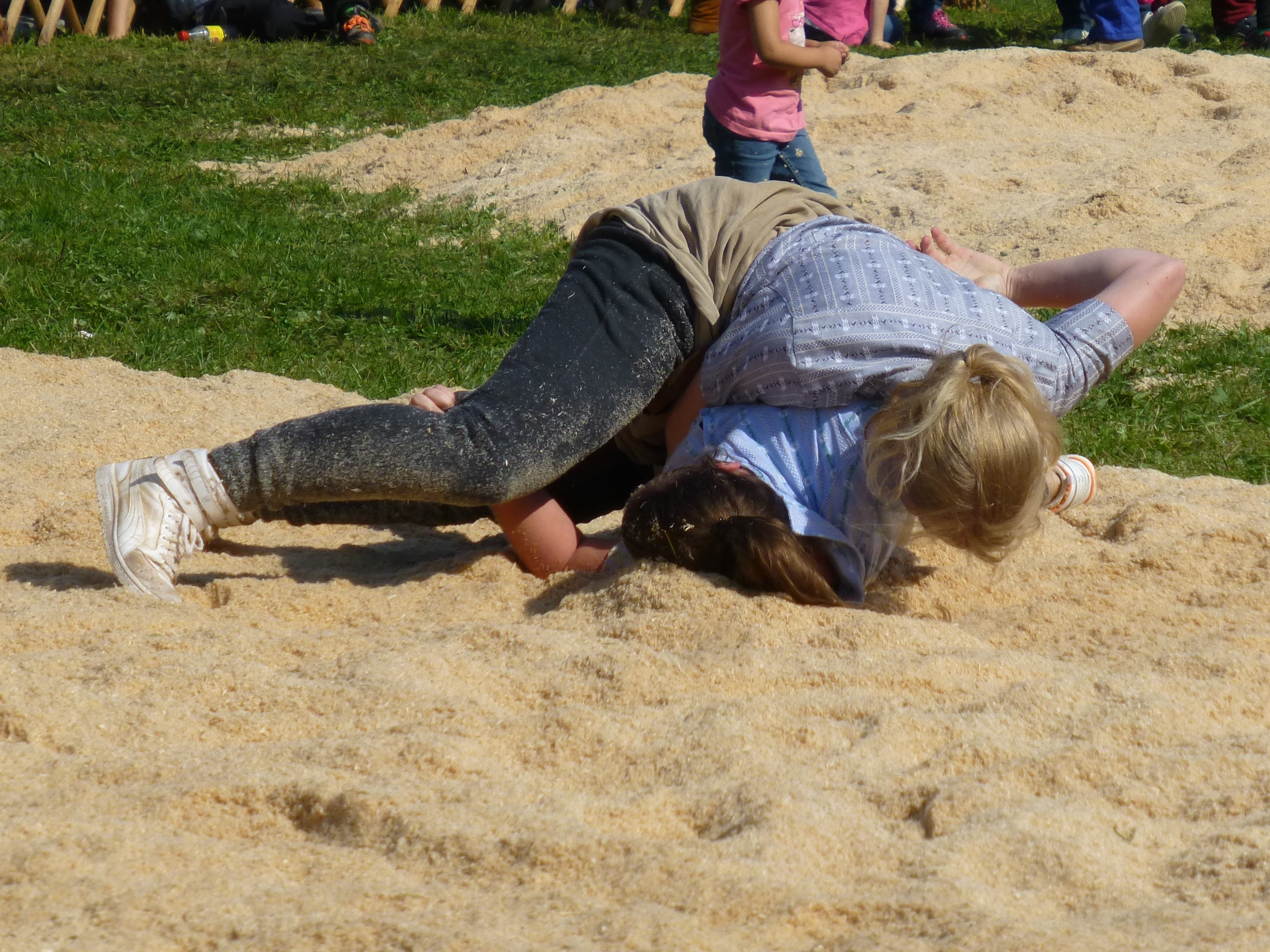
Frauenschwingen

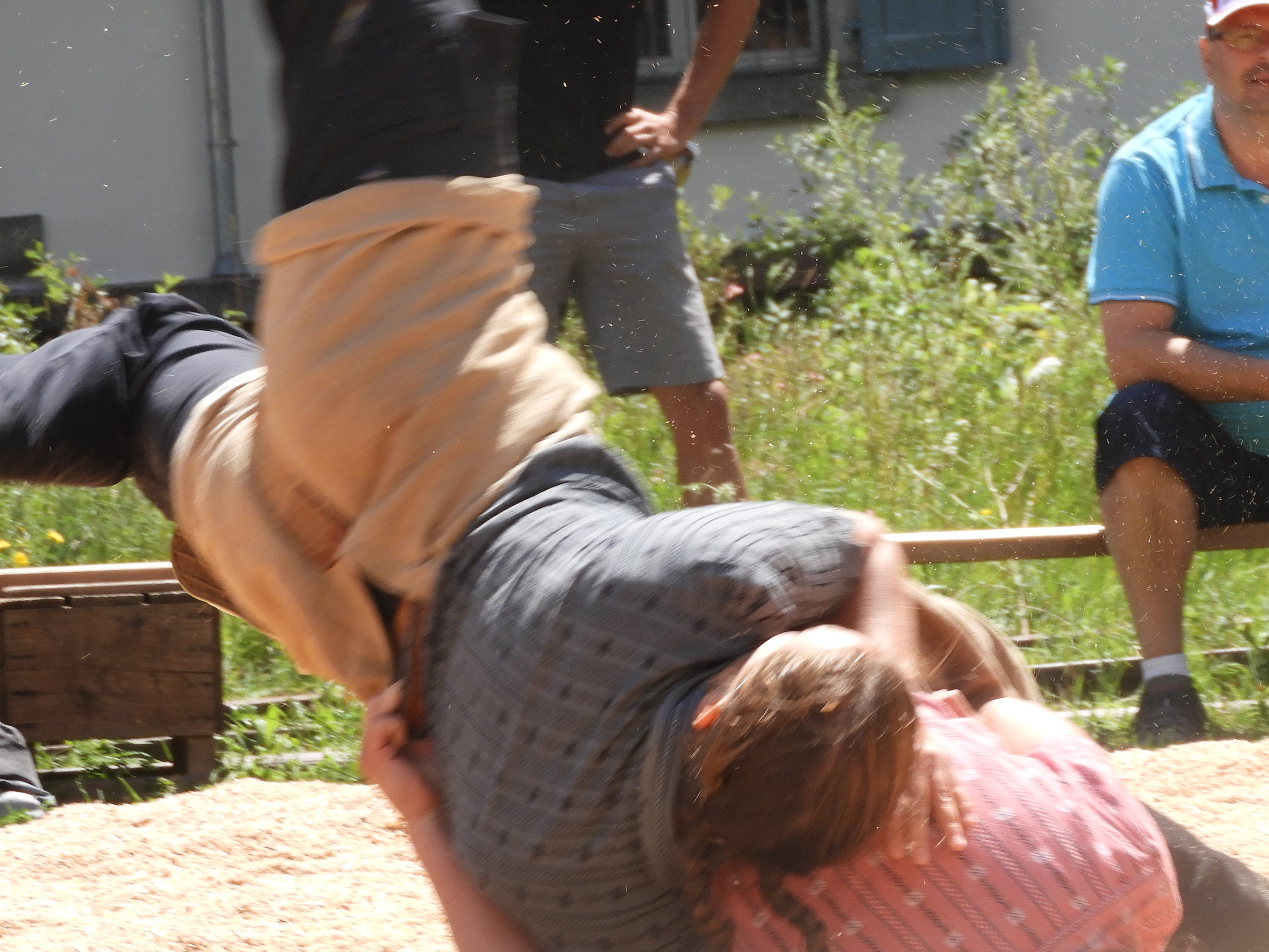
Frauen im Sägemehl

- 1991: Pia Arnold, Unterschächen UR (3 ×)
- 1992: Pia Arnold
- 1993: Ruth Wüthrich, Trubschachen BE
- 1994: Melissa Varone, Savièse VS (2 ×)
- 1995: Pia Hofer, Buttisholz LU
- 1996: Melissa Varone
- 1997: Pia Arnold
- 1998: Franziska Lacher, Kaltbrunn SG (2 ×)
- 1999: Erika Hautle, Gommiswald SG
- 2000: Eveline Fankhauser, Eggiwil BE (2 ×)
- 2001: Eveline Fankhauser
- 2002: Jeanette Arnold, Hochdorf LU (4 ×)
- 2003: Jeanette Arnold
- 2004: Jeanette Arnold
- 2005: Jeanette Arnold
- 2006: Brigitte Kunz, Trubschachen BE (5 ×)
- 2007: Brigitte Kunz
- 2008: Brigitte Kunz
- 2009: Franziska Lacher
- 2010: Brigitte Kunz
- 2011: Brigitte Kunz
- 2012: Sonia Kälin, Egg/Einsiedeln SZ (4 ×)
- 2013: Margrit Vetter-Fankhauser, Escholzmatt LU (2 ×)
- 2014: Margrit Vetter-Fankhauser
- 2015: Sonia Kälin
- 2016: Sonia Kälin
- 2017: Sonia Kälin
- 2018: Diana Fankhauser
- 2019: Michelle Brunner
- 2020: – (wegen Covid-19)
- 2021: – (wegen Covid-19)
- 2022: Diana Fankhauser
- 2023: Angela Riesen, Rüeggisberg